# Bauhaus-Galan 2016
Navigation
Édition précédente Édition suivante
Le Bauhaus-Galan 2016 est la 49e édition du Bauhaus-Galan qui a eu lieu les 15 et 16 juin 2016 au Stade olympique de Stockholm, en Suède. Il constitue la huitième étape de la Ligue de diamant 2016.

## Faits marquants
Au 3 000 m steeple féminin, la Bahreïnie Ruth Jebet bat le record du meeting en 9 min 8 s 37.
Le Kenyan David Rudisha, champion olympique en titre, concède la défaite en terminant quatrième du 800 m, remporté par son compatriote Ferguson Rotich.

## Résultats

### Hommes
| Rang | Athlète           | Temps   | Points |
| ---- | ----------------- | ------- | ------ |
| 1    | Jak Ali Harvey    | 10 s 18 | 10     |
| 2    | Ben Youssef Meïté | 10 s 25 | 6      |
| 3    | Daniel Bailey     | 10 s 31 | 4      |
| 4    | Dentarius Locke   | 10 s 31 | 3      |
| 5    | Richard Kilty     | 10 s 31 | 2      |
| 6    | Jonathan Quarcoo  | 10 s 60 | 1      |

| Rang | Athlète                 | Temps         | Points |
| ---- | ----------------------- | ------------- | ------ |
| 1    | Ferguson Rotich         | 1 min 45 s 07 | 10     |
| 2    | Pierre-Ambroise Bosse   | 1 min 45 s 23 | 6      |
| 3    | Adam Kszczot            | 1 min 45 s 41 | 4      |
| 4    | David Rudisha           | 1 min 45 s 69 | 3      |
| 5    | Abubaker Haydar Abdalla | 1 min 46 s 10 | 2      |
| 6    | Timothy Kitum           | 1 min 46 s 96 | 1      |

| Rang | Athlète         | Temps              | Points |
| ---- | --------------- | ------------------ | ------ |
| 1    | Ibrahim Jeilan  | 13 min 3 s 22 (PB) | 10     |
| 2    | Yomif Kejelcha  | 13 min 3 s 66      | 6      |
| 3    | Muktar Edris    | 13 min 5 s 54      | 4      |
| 4    | Yigrem Demelash | 13 min 5 s 64 (SB) | 3      |
| 5    | Yenew Alamirew  | 13 min 11 s 88     | 2      |
| 6    | Salomon Berihu  | 13 min 12 s 67     | 1      |

| Rang | Athlète        | Temps   | Points |
| ---- | -------------- | ------- | ------ |
| 1    | Javier Culson  | 49 s 43 | 10     |
| 2    | Kerron Clement | 49 s 87 | 6      |
| 3    | Patryk Dobek   | 49 s 89 | 4      |
| 4    | L. J. van Zyl  | 50 s 21 | 3      |
| 5    | Nicholas Bett  | 51 s 14 | 2      |
| 6    | Jonathan Carbe | 53 s 37 | 1      |

| Rang | Athlète                | Marque       | Points |
| ---- | ---------------------- | ------------ | ------ |
| 1    | Renaud Lavillenie      | 5,73 m       | 10     |
| 2    | Shawnacy Barber        | 5,65 m       | 6      |
| 3    | Mareks Ārents          | 5,50 m       | 4      |
| 4    | Stanley Joseph         | 5,50 m       | 3      |
| 5    | Melker Svärd Jacobsson | 5,50 m       | 2      |
| 6    | Huang Bokai            | 5,50 m (=PB) | 1      |

| Rang | Athlète          | Marque  | Points |
| ---- | ---------------- | ------- | ------ |
| 1    | Christian Taylor | 17,59 m | 10     |
| 2    | Troy Doris       | 16,70 m | 6      |
| 3    | Chris Carter     | 16,52 m | 4      |
| 4    | Chris Benard     | 16,39 m | 3      |
| 5    | Tosin Oke        | 16,30 m | 2      |
| 6    | Alexis Copello   | 16,29 m | 1      |

| Rang | Athlète           | Marque  | Points |
| ---- | ----------------- | ------- | ------ |
| 1    | Tomas Walsh       | 21,13 m | 10     |
| 2    | Michał Haratyk    | 20,54 m | 6      |
| 3    | Tim Nedow         | 20,44 m | 4      |
| 4    | Konrad Bukowiecki | 20,29 m | 3      |
| 5    | Mesud Pezer       | 20,20 m | 2      |
| 6    | Franck Elemba     | 20,17 m | 1      |

| Rang | Athlète          | Marque  | Points |
| ---- | ---------------- | ------- | ------ |
| 1    | Ihab Abdelrahman | 86,00 m | 10     |
| 2    | Thomas Röhler    | 85,89 m | 6      |
| 3    | Julius Yego      | 83,09 m | 4      |
| 4    | Ryōhei Arai      | 82,24 m | 3      |
| 5    | Keshorn Walcott  | 79,71 m | 2      |
| 6    | Vítězslav Veselý | 79,11 m | 1      |

### Femmes
| Rang | Athlète            | Temps        | Points |
| ---- | ------------------ | ------------ | ------ |
| 1    | Dina Asher-Smith   | 22 s 72      | 10     |
| 2    | Simone Facey       | 22 s 81      | 6      |
| 3    | Desiree Henry      | 22 s 88 (PB) | 4      |
| 4    | Marie-Josée Ta Lou | 23 s 29      | 3      |
| 5    | Kimberly Hyacinthe | 23 s 43      | 2      |
| 6    | Margaret Adeoye    | 23 s 57      | 1      |

| Rang | Athlète                | Temps   | Points |
| ---- | ---------------------- | ------- | ------ |
| 1    | Novlene Williams-Mills | 52 s 29 | 10     |
| 2    | Anyika Onuora          | 52 s 46 | 6      |
| 3    | Libania Grenot         | 52 s 62 | 4      |
| 4    | Seren Bundy-Davies     | 52 s 71 | 3      |
| 5    | Laviai Nielsen         | 53 s 23 | 2      |
| 6    | Małgorzata Hołub       | 53 s 35 | 1      |

| Rang | Athlète           | Temps             | Points |
| ---- | ----------------- | ----------------- | ------ |
| 1    | Angelika Cichocka | 4 min 3 s 25 (SB) | 10     |
| 2    | Meraf Bahta       | 4 min 4 s 37      | 6      |
| 3    | Gudaf Tsegay      | 4 min 4 s 37      | 4      |
| 4    | Besu Sado         | 4 min 4 s 89      | 3      |
| 5    | Laura Muir        | 4 min 5 s 40      | 2      |
| 6    | Hellen Obiri      | 4 min 5 s 88      | 1      |

| Rang | Athlète                | Temps             | Points |
| ---- | ---------------------- | ----------------- | ------ |
| 1    | Ruth Jebet             | 9 min 8 s 37 (MR) | 10     |
| 2    | Beatrice Chepkoech     | 9 min 22 s 56     | 6      |
| 3    | Sofia Assefa           | 9 min 27 s 73     | 4      |
| 4    | Madeline Heiner Hills  | 9 min 28 s 75     | 3      |
| 5    | Habiba Ghribi          | 9 min 31 s 22     | 2      |
| 6    | Purity Cherotich Kirui | 9 min 31 s 26     | 1      |

| Rang | Athlète           | Temps   | Points |
| ---- | ----------------- | ------- | ------ |
| 1    | Kendra Harrison   | 12 s 66 | 10     |
| 2    | Nia Ali           | 12 s 85 | 6      |
| 3    | Queen Harrison    | 12 s 87 | 4      |
| 4    | Alina Talay       | 12 s 90 | 3      |
| 5    | Susanna Kallur    | 13 s 00 | 2      |
| 6    | Isabelle Pedersen | 13 s 15 | 1      |

| Rang | Athlète         | Marque      | Points |
| ---- | --------------- | ----------- | ------ |
| 1    | Ruth Beitia     | 1,93 m (SB) | 10     |
| 2    | Alessia Trost   | 1,90 m      | 6      |
| 3    | Kamila Lićwinko | 1,90 m      | 4      |
| 4    | Ana Šimić       | 1,86 m      | 3      |
| 5    | Sofie Skoog     | 1,86 m (SB) | 2      |
| 6    | Levern Spencer  | 1,81 m      | 1      |

| Rang | Athlète           | Marque | Points |
| ---- | ----------------- | ------ | ------ |
| 1    | Ivana Španović    | 6,90 m | 10     |
| 2    | Brittney Reese    | 6,88 m | 6      |
| 3    | Tianna Bartoletta | 6,68 m | 4      |
| 4    | Brooke Stratton   | 6,61 m | 3      |
| 5    | Shara Proctor     | 6,46 m | 2      |
| 6    | Christabel Nettey | 6,45 m | 1      |

| Rang | Athlète              | Marque       | Points |
| ---- | -------------------- | ------------ | ------ |
| 1    | Sandra Perković      | 68,32 m      | 10     |
| 2    | Mélina Robert-Michon | 64,96 m (SB) | 6      |
| 3    | Denia Caballero      | 63,85 m      | 4      |
| 4    | Yaime Pérez          | 59,88 m      | 3      |
| 5    | Irina Rodrigues      | 56,17 m      | 2      |
| 6    | Jade Lally           | 55,03 m      | 1      |

## Légende
Records et Performances
- AR : Record continental (area record)
- CR : Record des championnats (championship record)
- MR : Record du meeting (meet record)
- NR : Record national (national record)
- OR : Record olympique (olympic record)
- PR : Record paralympique (paralympic record)
- PB : Record personnel (personal best)
- SB : Meilleure performance personnelle de la saison (season's best)
- WL : Meilleure performance mondiale de l'année (world leader)
- WJR : Record du monde junior (world junior record)
- WR : Record du monde (world record)

Circonstances et Conditions
- DNF : N'a pas terminé (did not finish)
- DNS : N'a pas pris le départ (did not start)
- DQ : Disqualification (disqualification)
- NM : Aucun essai valable enregistré (No Mark)
- Q : Qualifié « directement » au prochain tour (ou à la prochaine compétition), lors d'une compétition majeure, grâce au classement ou à la réalisation des minima (automatic qualifier)
- q : Qualifié au prochain tour (ou à la prochaine compétition), lors d'une compétition majeure, grâce au repêchage ou à la réalisation de l'une des meilleures performances parmi celles des « non qualifiés directement » (grâce au meilleur temps ou à la meilleure distance par exemple) (secondary qualifier)